# Садовничий, Юрий Викторович
Юрий Викторович Садовничий (род. 28 августа 1965, Москва) — советский и российский математик, доктор физико-математических наук, профессор механико-математического факультета МГУ.

## Биография
Родился 28 августа 1965 года в Москве. Его отец — академик В. А. Садовничий — советский и российский математик, ректор Московского государственного университета им. М. В. Ломоносова, сестра Инна (род. 1976) — российский математик, доктор физико-математических наук, профессор факультета ВМК МГУ, заведующая кафедрой на факультете космических исследований МГУ.
В 1987 году окончил механико-математический факультет МГУ.
В 1995 году защитил диссертацию «О метрических и равномерных свойствах пространств вероятностных мер» (научный руководитель В. В. Федорчук) на степень кандидата физико-математических наук.
В 2002 году защитил диссертацию «О топологических и категорных свойствах функторов единичного шара борелевских мер» на степень доктора физико-математических наук.
Профессор (2007—2013), заведующий кафедрой общей топологии и геометрии (с 2013) механико-математического факультета.
Область научных интересов: теория вероятностных мер, ковариантные функторы и равномерные пространства.
В Московском университете читает курсы «Аналитическая геометрия», «Размерность, меры и топологическая динамика», «Математический анализ», «Основы математической логики». Преподаёт математику в школе на проспекте Вернадского.
Автор девяти монографий, в том числе учебников «Аналитическая геометрия», «Лекции по аналитической геометрии» и более 30 научных работ.